# Clasificación para la Eurocopa 1976
Clasificación para la Eurocopa de 1976.

## Primera fase

### Grupo 1
| Pos. | Equipo         | Pts. | PJ | G | E | P | GF | GC | Dif. | Clasificación             |
| ---- | -------------- | ---- | -- | - | - | - | -- | -- | ---- | ------------------------- |
| 1    | Checoslovaquia | 9    | 6  | 4 | 1 | 1 | 15 | 5  | +10  | Acceso a cuartos de final |
| 2    | Inglaterra     | 8    | 6  | 3 | 2 | 1 | 11 | 3  | +8   |                           |
| 3    | Portugal       | 7    | 6  | 2 | 3 | 1 | 5  | 7  | −2   |                           |
| 4    | Chipre         | 0    | 6  | 0 | 0 | 6 | 0  | 16 | −16  |                           |

 Fuente: UEFA
Partidos:
| 30 de octubre de 1974 19:45 | Inglaterra                  | 3:0 (0:0) | Checoslovaquia | Estadio de Wembley, Londres                                   |                                                               |
|                             | Channon 72' · Bell 80', 83' |           |                | Asistencia: 83,858 espectadores Árbitro(s): Michel Kitabdjian | Asistencia: 83,858 espectadores Árbitro(s): Michel Kitabdjian |

| 20 de noviembre de 1974 19:45 | Inglaterra | 0:0 | Portugal | Estadio de Wembley, Londres                               |  |
|                               |            |     |          | Asistencia: 84,461 espectadores Árbitro(s): Anton Bucheli |  |

| 16 de abril de 1975 19:45 | Inglaterra                       | 5:0 (2:0) | Chipre | Estadio de Wembley, Londres                                   |                                                               |
|                           | MacDonald 2', 35', 48', 53', 86' |           |        | Asistencia: 68,245 espectadores Árbitro(s): Martti Hirviniemi | Asistencia: 68,245 espectadores Árbitro(s): Martti Hirviniemi |

| 20 de abril de 1975 17:00 | Checoslovaquia                           | 4:0 (2:0) | Chipre | Letenský Stadion, Praga                                  |                                                          |
|                           | Panenka 10', 35', 50' (pen.) · Masný 78' |           |        | Asistencia: 4,994 espectadores Árbitro(s): Heinz Einbeck | Asistencia: 4,994 espectadores Árbitro(s): Heinz Einbeck |

| 30 de abril de 1975 17:00 | Checoslovaquia                                   | 5:0 (3:0) | Portugal | Letenský Stadion, Praga                                         |                                                                 |
|                           | Bičovský 11', 22' · Nehoda 25', 46' · Petráš 52' |           |          | Asistencia: 12,034 * espectadores Árbitro(s): Ferdinand Biwersi | Asistencia: 12,034 * espectadores Árbitro(s): Ferdinand Biwersi |

 (*)Nota: según distintas fuentes se indica también la asistencia al partido como 22,000
| 11 de mayo de 1975 16:45 | Chipre | 0:1 (0:1) | Inglaterra | Estadio Tsirion, Limassol                                  |                                                            |
|                          |        |           | Keegan 6'  | Asistencia: 15,708 espectadores Árbitro(s): Tsvetan Stanev | Asistencia: 15,708 espectadores Árbitro(s): Tsvetan Stanev |

| 8 de junio de 1975 16:45 | Chipre | 0:2 (0:1) | Portugal               | Estadio Tsirion, Limassol                                  |                                                            |
|                          |        |           | Nené 25' · Moínhos 87' | Asistencia: 8,615 espectadores Árbitro(s): Gheorghe Limona | Asistencia: 8,615 espectadores Árbitro(s): Gheorghe Limona |

| 30 de octubre de 1975 14:00 | Checoslovaquia         | 2:1 (1:1) | Inglaterra  | Tehelné Pole, Bratislava                                       |                                                                |
|                             | Nehoda 45' · Galis 47' |           | Channon 26' | Asistencia: 50,651 espectadores Árbitro(s): Alberto Michelotti | Asistencia: 50,651 espectadores Árbitro(s): Alberto Michelotti |

 Nota: el partido fue suspendido primeramente el 29 de octubre de 1975 debido a la intensa niebla, con resultado de 0-0
| 12 de noviembre de 1975 21:30 | Portugal | 1:1 (1:1) | Checoslovaquia | Estádio das Antas, Oporto                                  |                                                            |
|                               | Nené 8'  |           | Ondruš 7'      | Asistencia: 38,000 espectadores Árbitro(s): Charles Corver | Asistencia: 38,000 espectadores Árbitro(s): Charles Corver |

| 9 de noviembre de 1975 21:00 | Portugal          | 1:1 (1:1) | Inglaterra  | Estádio José Alvalade, Lisboa                              |                                                            |
|                              | Rui Rodrigues 16' |           | Channon 42' | Asistencia: 60,000 espectadores Árbitro(s): Erich Linemayr | Asistencia: 60,000 espectadores Árbitro(s): Erich Linemayr |

| 23 de noviembre de 1975 14:45 | Chipre | 0:3 (0:3) | Checoslovaquia                       | Estadio Tsirion, Limassol                                |                                                          |
|                               |        |           | Nehoda 9' · Bičovský 27' · Masný 33' | Asistencia: 13,000 espectadores Árbitro(s): Sándor Petri | Asistencia: 13,000 espectadores Árbitro(s): Sándor Petri |

| 3 de diciembre de 1975 21:00 | Portugal  | 1:0 (1:0) | Chipre | Estádio do Bonfim, Setúbal                               |                                                          |
|                              | Alves 20' |           |        | Asistencia: 4,000 espectadores Árbitro(s): Richard Casha | Asistencia: 4,000 espectadores Árbitro(s): Richard Casha |

### Grupo 2
| Pos. | Equipo     | Pts. | PJ | G | E | P | GF | GC | Dif. | Clasificación             |
| ---- | ---------- | ---- | -- | - | - | - | -- | -- | ---- | ------------------------- |
| 1    | Gales      | 10   | 6  | 5 | 0 | 1 | 14 | 4  | +10  | Acceso a cuartos de final |
| 2    | Hungría    | 7    | 6  | 3 | 1 | 2 | 15 | 8  | +7   |                           |
| 3    | Austria    | 7    | 6  | 3 | 1 | 2 | 11 | 7  | +4   |                           |
| 4    | Luxemburgo | 0    | 6  | 0 | 0 | 6 | 7  | 28 | −21  |                           |

 Fuente: UEFA
Partidos:
| 4 de septiembre de 1974 19:30 | Austria                | 2:1 (0:1) | Gales         | Praterstadion, Viena                                      |                                                           |
|                               | Kreuz 63' · Krankl 74' |           | Griffiths 35' | Asistencia: 30,795 espectadores Árbitro(s): Doğan Babacan | Asistencia: 30,795 espectadores Árbitro(s): Doğan Babacan |

| 13 de octubre de 1974 15:45 | Luxemburgo              | 2:4 (2:2) | Hungría                                  | Stade Municipal, Luxemburgo                                 |                                                             |
|                             | Dussier 15', 43' (pen.) |           | Horváth 18' · Nagy 29', 55' · Bálint 71' | Asistencia: 3,326 espectadores Árbitro(s): Magnus Pétursson | Asistencia: 3,326 espectadores Árbitro(s): Magnus Pétursson |

| 30 de octubre de 1974 19:30 | Gales                       | 2:0 (0:0) | Hungría | Ninian Park, Cardiff                                                |                                                                     |
|                             | Griffiths 57' · Toshack 88' |           |         | Asistencia: 8,445 espectadores Árbitro(s): António da Silva Garrido | Asistencia: 8,445 espectadores Árbitro(s): António da Silva Garrido |

| 20 de noviembre de 1974 19:30 | Gales                                                                   | 5:0 (1:0) | Luxemburgo | Vetch Field, Swansea                                              |                                                                   |
|                               | Toshack 34' · England 53' · P. Roberts 70' · Griffiths 73' · Yorath 75' |           |            | Asistencia: 10.539 espectadores Árbitro(s): Preben Christophersen | Asistencia: 10.539 espectadores Árbitro(s): Preben Christophersen |

| 16 de marzo de 1975 15:30 | Luxemburgo | 1:2 (1:0) | Austria                     | Stade Municipal, Luxemburgo                                        |                                                                    |
|                           | Braun 12'  |           | Köglberger 58' · Krankl 75' | Asistencia: 5.340 espectadores Árbitro(s): Leonardus van der Kroft | Asistencia: 5.340 espectadores Árbitro(s): Leonardus van der Kroft |

| 2 de abril de 1975 19:30 | Austria | 0:0 | Hungría | Praterstadion, Viena                                    |  |
|                          |         |     |         | Asistencia: 65,674 espectadores Árbitro(s): Jack Taylor |  |

| 16 de abril de 1975 17:30 | Hungría         | 1:2 (0:1) | Gales                     | Népstadion, Budapest                                             |                                                                  |
|                           | Branikovits 77' |           | Toshack 44' · Mahoney 69' | Asistencia: 21,080 espectadores Árbitro(s): Pablo Sánchez Ibáñez | Asistencia: 21,080 espectadores Árbitro(s): Pablo Sánchez Ibáñez |

| 1 de mayo de 1975 16:00 | Luxemburgo         | 1:3 (1:2) | Gales                             | Stade Municipal, Luxemburgo                            |                                                        |
|                         | Philipp 39' (pen.) |           | Reece 24' · James 32', 83' (pen.) | Asistencia: 3,289 espectadores Árbitro(s): Jan Peeters | Asistencia: 3,289 espectadores Árbitro(s): Jan Peeters |

| 24 de septiembre de 1975 17:15 | Hungría                  | 2:1 (2:1) | Austria           | Népstadion, Budapest                                      |                                                           |
|                                | Nyilasi 3' · Pusztai 35' |           | Krankl 16' (pen.) | Asistencia: 31,270 espectadores Árbitro(s): René Vigliani | Asistencia: 31,270 espectadores Árbitro(s): René Vigliani |

| 15 de octubre de 1975 19:00 | Austria                                                          | 6:2 (3:2) | Luxemburgo             | Praterstadion, Viena                                       |                                                            |
|                             | Welzl 1', 46' · Krankl 38', 76' (pen.) · Jara 41' · Prohaska 80' |           | Braun 4' · Philipp 32' | Asistencia: 14,499 espectadores Árbitro(s): Miroslav Kopal | Asistencia: 14,499 espectadores Árbitro(s): Miroslav Kopal |

| 19 de octubre de 1975 13:30 | Hungría                                                                | 8:1 (4:0) | Luxemburgo  | Stadion Rohonci Út, Szombathely                         |                                                         |
|                             | Pintér 13' · Nyilasi 21', 32', 44', 57', 67' · Wollek 78' · Várady 84' |           | Dussier 83' | Asistencia: 7.503 espectadores Árbitro(s): Nikola Dudin | Asistencia: 7.503 espectadores Árbitro(s): Nikola Dudin |

| 19 de noviembre de 1975 19:30 | Gales         | 1:0 (0:0) | Austria | The Racecourse Ground, Wrexham                             |                                                            |
|                               | Griffiths 69' |           |         | Asistencia: 27.578 espectadores Árbitro(s): Sergio Gonella | Asistencia: 27.578 espectadores Árbitro(s): Sergio Gonella |

### Grupo 3
| Pos. | Equipo            | Pts. | PJ | G | E | P | GF | GC | Dif. | Clasificación             |
| ---- | ----------------- | ---- | -- | - | - | - | -- | -- | ---- | ------------------------- |
| 1    | Yugoslavia        | 10   | 6  | 5 | 0 | 1 | 12 | 4  | +8   | Acceso a cuartos de final |
| 2    | Irlanda del Norte | 6    | 6  | 3 | 0 | 3 | 8  | 5  | +3   |                           |
| 3    | Suecia            | 6    | 6  | 3 | 0 | 3 | 8  | 9  | −1   |                           |
| 4    | Noruega           | 2    | 6  | 1 | 0 | 5 | 5  | 15 | −10  |                           |

 Fuente: UEFA
Partidos:
| 4 de septiembre de 1974 19:00 | Noruega       | 2:1 (0:1) | Irlanda del Norte | Ullevaal, Oslo                                                       |                                                                      |
|                               | Lund 50', 72' |           | Finney 3'         | Asistencia: 7,192 espectadores Árbitro(s): Alfred Delcourt (Bélgica) | Asistencia: 7,192 espectadores Árbitro(s): Alfred Delcourt (Bélgica) |

| 30 de octubre de 1974 19:00 | Yugoslavia                        | 3:1 (1:1) | Noruega  | Estadio Partizan, Belgrado                                                   |                                                                              |
|                             | Vukotić 43' · Katalinski 58', 72' |           | Lund 36' | Asistencia: 15,000 espectadores Árbitro(s): Antoine Queudeville (Luxemburgo) | Asistencia: 15,000 espectadores Árbitro(s): Antoine Queudeville (Luxemburgo) |

| 30 de octubre de 1974 19:00 | Suecia | 0:2 (0:2) | Irlanda del Norte        | Råsunda Stadion, Solna                                                       |                                                                              |
|                             |        |           | Nicholl 7' · O'Neill 23' | Asistencia: 18,131 espectadores Árbitro(s): Theodorus Boosten (Países Bajos) | Asistencia: 18,131 espectadores Árbitro(s): Theodorus Boosten (Países Bajos) |

| 16 de abril de 1975 17:00 | Irlanda del Norte | 1:0 (1:0) | Yugoslavia | Windsor Park, Belfast                                              |                                                                    |
|                           | Hamilton 23'      |           |            | Asistencia: 25.847 espectadores Árbitro(s): Robert Wurtz (Francia) | Asistencia: 25.847 espectadores Árbitro(s): Robert Wurtz (Francia) |

| 4 de junio de 1975 19:00 | Suecia      | 1:2 (1:1) | Yugoslavia                  | Råsunda Stadion, Solna                                             |                                                                    |
|                          | Edström 16' |           | Katalinski 41' · Ivezić 77' | Asistencia: 27.250 espectadores Árbitro(s): Vital Loraux (Bélgica) | Asistencia: 27.250 espectadores Árbitro(s): Vital Loraux (Bélgica) |

| 9 de junio de 1975 19:00 | Noruega      | 1:3 (0:3) | Yugoslavia                              | Ullevaal, Oslo                                                         |                                                                        |
|                          | Thunberg 65' |           | Buljan 12' · Bogićević 13' · Šurjak 25' | Asistencia: 21.843 espectadores Árbitro(s): Edgar Pedersen (Dinamarca) | Asistencia: 21.843 espectadores Árbitro(s): Edgar Pedersen (Dinamarca) |

| 30 de junio de 1975 19:00 | Suecia                              | 3:1 (1:0) | Noruega          | Råsunda Stadion, Solna                                                  |                                                                         |
|                           | Nordahl 33', 56' · Grahn 65' (pen.) |           | Olsen 54' (pen.) | Asistencia: 9.580 espectadores Árbitro(s): Rudi Glöckner (East Germany) | Asistencia: 9.580 espectadores Árbitro(s): Rudi Glöckner (East Germany) |

| 13 de agosto de 1975 19:00 | Noruega | 0:2 (0:1) | Suecia                     | Ullevaal, Oslo                                                          |                                                                         |
|                            |         |           | Sandberg 29' · Sjöberg 53' | Asistencia: 18,011 espectadores Árbitro(s): Anders Mattsson (Finlandia) | Asistencia: 18,011 espectadores Árbitro(s): Anders Mattsson (Finlandia) |

| 3 de septiembre de 1975 17:30 | Irlanda del Norte | 1:2 (1:1) | Suecia                        | Windsor Park, Belfast                                                           |                                                                                 |
|                               | Hunter 32'        |           | Sjöberg 44' · Torstensson 55' | Asistencia: 14,622 espectadores Árbitro(s): Hans-Joachim Weyland (West Germany) | Asistencia: 14,622 espectadores Árbitro(s): Hans-Joachim Weyland (West Germany) |

| 15 de octubre de 1975 18:00 | Yugoslavia                         | 3:0 (1:0) | Suecia | Stadion Maksimir, Zagreb                                                        |                                                                                 |
|                             | Oblak 18' · Vladić 50' · Vabec 83' |           |        | Asistencia: 29,836 * espectadores Árbitro(s): Walter Hungerbühler (Switzerland) | Asistencia: 29,836 * espectadores Árbitro(s): Walter Hungerbühler (Switzerland) |

 (*)Nota: según distintas fuentes se indica también la asistencia al partido como 45,000
| 29 de octubre de 1975 14:30 | Irlanda del Norte                     | 3:0 (2:0) | Noruega | Windsor Park, Belfast                                                    |                                                                          |
|                             | Morgan 2' · McIlroy 5' · Hamilton 53' |           |         | Asistencia: 8.923 espectadores Árbitro(s): Guðjón Finnbogason (Islandia) | Asistencia: 8.923 espectadores Árbitro(s): Guðjón Finnbogason (Islandia) |

| 19 de noviembre de 1975 18:00 | Yugoslavia | 1:0 (1:0) | Irlanda del Norte | Estadio Partizan, Belgrado                                                     |                                                                                |
|                               | Oblak 21'  |           |                   | Asistencia: 21.545 * espectadores Árbitro(s): Antonio Camacho Jiménez (España) | Asistencia: 21.545 * espectadores Árbitro(s): Antonio Camacho Jiménez (España) |

 (*)Nota: según distintas fuentes se indica también la asistencia al partido como 40,000

### Grupo 4
| Pos. | Equipo    | Pts. | PJ | G | E | P | GF | GC | Dif. | Clasificación             |
| ---- | --------- | ---- | -- | - | - | - | -- | -- | ---- | ------------------------- |
| 1    | España    | 9    | 6  | 3 | 3 | 0 | 10 | 6  | +4   | Acceso a cuartos de final |
| 2    | Rumania   | 7    | 6  | 1 | 5 | 0 | 11 | 6  | +5   |                           |
| 3    | Escocia   | 7    | 6  | 2 | 3 | 1 | 8  | 6  | +2   |                           |
| 4    | Dinamarca | 1    | 6  | 0 | 1 | 5 | 3  | 14 | −11  |                           |

 Fuente: UEFA
Partidos:
| 25 de septiembre de 1974 19:00 | Dinamarca          | 1:2 (0:2) | España                              | Idrætsparken, Copenhague                                                     |                                                                              |
|                                | Nygaard 48' (pen.) |           | Claramunt 28' (pen.) · Martínez 41' | Asistencia: 27,300 espectadores Árbitro(s): John Carpenter (Rep. of Irlanda) | Asistencia: 27,300 espectadores Árbitro(s): John Carpenter (Rep. of Irlanda) |

| 13 de octubre de 1974 13:30 | Dinamarca | 0:0 | Rumanía | Idrætsparken, Copenhague                                                     |  |
|                             |           |     |         | Asistencia: 15,700 espectadores Árbitro(s): Ferdinand Biwersi (West Germany) |  |

| 20 de noviembre de 1974 20:00 | Escocia     | 1:2 (1:1) | España         | Hampden Park, Glasgow                                                |                                                                      |
|                               | Bremner 11' |           | Quini 36', 61' | Asistencia: 94,331 espectadores Árbitro(s): Erich Linemayr (Austria) | Asistencia: 94,331 espectadores Árbitro(s): Erich Linemayr (Austria) |

| 5 de febrero de 1975 20:30 | España     | 1:1 (0:1) | Escocia   | Estadio Luis Casanova, Valencia                                       |                                                                       |
|                            | Megido 67' |           | Jordan 1' | Asistencia: 40,952 espectadores Árbitro(s): Alfred Delcourt (Bélgica) | Asistencia: 40,952 espectadores Árbitro(s): Alfred Delcourt (Bélgica) |

| 17 de abril de 1975 20:30 | España       | 1:1 (1:0) | Rumanía    | Estadio Santiago Bernabéu, Madrid                                           |                                                                             |
|                           | Velázquez 6' |           | Crişan 70' | Asistencia: 54,660 * espectadores Árbitro(s): Charles Corver (Países Bajos) | Asistencia: 54,660 * espectadores Árbitro(s): Charles Corver (Países Bajos) |

 (*)Nota: según distintas fuentes se indica también la asistencia al partido como 100,000
| 11 de mayo de 1975 17:00 | Rumanía                                                       | 6:1 (2:0) | Dinamarca | Estadio Lia Manoliu, Bucarest                                          |                                                                        |
|                          | Georgescu 28', 76' · Crişan 40', 59' · Lucescu 83' · Dinu 85' |           | Dahl 86'  | Asistencia: 60,000 espectadores Árbitro(s): Nikolaos Zlatanos (Greece) | Asistencia: 60,000 espectadores Árbitro(s): Nikolaos Zlatanos (Greece) |

| 1 de junio de 1975 17:30 | Rumanía       | 1:1 (1:0) | Escocia     | Estadio Lia Manoliu, Bucarest                                          |                                                                        |
|                          | Georgescu 21' |           | McQueen 89' | Asistencia: 52,203 * espectadores Árbitro(s): Ertuğrul Dilek (Turquía) | Asistencia: 52,203 * espectadores Árbitro(s): Ertuğrul Dilek (Turquía) |

 (*)Nota: según distintas fuentes se indica también la asistencia al partido como 80,000
| 3 de septiembre de 1975 19:00 | Dinamarca | 0:1 (0:0) | Escocia    | Idrætsparken, Copenhague                                            |                                                                     |
|                               |           |           | Harper 51' | Asistencia: 40,300 espectadores Árbitro(s): Robert Schaut (Bélgica) | Asistencia: 40,300 espectadores Árbitro(s): Robert Schaut (Bélgica) |

| 12 de octubre de 1975 20:30 | España                | 2:0 (1:0) | Dinamarca | Estadio Sarriá, Barcelona                                      |                                                                |
|                             | Pirri 40' · Capón 85' |           |           | Asistencia: 6,869 espectadores Árbitro(s): Paul Bonett (Malta) | Asistencia: 6,869 espectadores Árbitro(s): Paul Bonett (Malta) |

 (*)Nota: según distintas fuentes se indica también la asistencia al partido como 20,000
| 29 de octubre de 1975 20:00 | Escocia                                   | 3:1 (0:1) | Dinamarca   | Hampden Park, Glasgow                                            |                                                                  |
|                             | Dalglish 48' · Rioch 54' · MacDougall 61' |           | Bastrup 20' | Asistencia: 48,021 espectadores Árbitro(s): Rolf Nyhus (Noruega) | Asistencia: 48,021 espectadores Árbitro(s): Rolf Nyhus (Noruega) |

| 16 de noviembre de 1975 14:00 | Rumanía                               | 2:2 (0:1) | España                      | Estadio Lia Manoliu, Bucarest                                                   |                                                                                 |
|                               | Georgescu 72' (pen.) · Iordănescu 80' |           | Villar 29' · Santillana 57' | Asistencia: 45,381 espectadores Árbitro(s): Hans-Joachim Weyland (West Germany) | Asistencia: 45,381 espectadores Árbitro(s): Hans-Joachim Weyland (West Germany) |

| 17 de diciembre de 1975 20:00 | Escocia   | 1:1 (1:0) | Rumanía    | Hampden Park, Glasgow                                                   |                                                                         |
|                               | Rioch 39' |           | Crişan 74' | Asistencia: 11,375 espectadores Árbitro(s): Adolf Prokop (East Germany) | Asistencia: 11,375 espectadores Árbitro(s): Adolf Prokop (East Germany) |

### Grupo 5
| Pos. | Equipo       | Pts. | PJ | G | E | P | GF | GC | Dif. | Clasificación             |
| ---- | ------------ | ---- | -- | - | - | - | -- | -- | ---- | ------------------------- |
| 1    | Países Bajos | 8    | 6  | 4 | 0 | 2 | 14 | 8  | +6   | Acceso a cuartos de final |
| 2    | Polonia      | 8    | 6  | 3 | 2 | 1 | 9  | 5  | +4   |                           |
| 3    | Italia       | 7    | 6  | 2 | 3 | 1 | 3  | 3  | 0    |                           |
| 4    | Finlandia    | 1    | 6  | 0 | 1 | 5 | 3  | 13 | −10  |                           |

 Fuente: UEFA
Partidos:
| 1 de septiembre de 1974 15:00 | Finlandia | 1–2 | Polonia               | Olympiastadion, Helsinki,                                                  |                                                                            |
|                               | Rahja 3'  |     | Szarmach 23' Lato 50' | Asistencia: 18,759 espectadores Árbitro(s): John Wright Paterson (Escocia) | Asistencia: 18,759 espectadores Árbitro(s): John Wright Paterson (Escocia) |

| 25 de septiembre de 1974 18:30 | Finlandia | 1–3 | Países Bajos                      | Olympiastadion, Helsinki,                                                  |                                                                            |
|                                | Rahja 16' |     | Cruijff 28', 40' Neeskens 51' (p) | Asistencia: 20,449 espectadores Árbitro(s): Wolfgang Riedel (East Germany) | Asistencia: 20,449 espectadores Árbitro(s): Wolfgang Riedel (East Germany) |

| 9 de octubre de 1974 14:30 | Polonia                             | 3–0 | Finlandia | Stadion Warty, Poznań,                                                    |                                                                           |
|                            | Kasperczak 12' Gadocha 14' Lato 53' |     |           | Asistencia: 38,724 espectadores Árbitro(s): Dušan Maksimović (Yugoslavia) | Asistencia: 38,724 espectadores Árbitro(s): Dušan Maksimović (Yugoslavia) |

| 20 de noviembre de 1974 20:30 | Países Bajos                     | 3–1 | Italia        | Stadion Feyenoord (De Kuip), Róterdam,                           |                                                                  |
|                               | Rensenbrink 24' Cruijff 64', 80' |     | Boninsegna 5' | Asistencia: 58,463 espectadores Árbitro(s): Pavel Kazakov (USSR) | Asistencia: 58,463 espectadores Árbitro(s): Pavel Kazakov (USSR) |

| 19 de abril de 1975 15:30 | Italia | 0–0 | Polonia | Stadio Olimpico, Roma,                                              |  |
|                           |        |     |         | Asistencia: 66,048 espectadores Árbitro(s): Robert Héliès (Francia) |  |

| 5 de junio de 1975 19:00 | Finlandia | 0–1 | Italia            | Olympiastadion, Helsinki,                                                    |                                                                              |
|                          |           |     | Chinaglia 26' (p) | Asistencia: 17,732 espectadores Árbitro(s): Walter Eschweiler (West Germany) | Asistencia: 17,732 espectadores Árbitro(s): Walter Eschweiler (West Germany) |

| 3 de septiembre de 1975 20:00 | Países Bajos                            | 4–1 | Finlandia      | Stadion de Goffert, Nimega,                                                   |                                                                               |
|                               | van der Kuijlen 29', 35', 55' Lubse 48' |     | Paatelainen 9' | Asistencia: 19,189 * espectadores Árbitro(s): Eric Smyton (Irlanda del Norte) | Asistencia: 19,189 * espectadores Árbitro(s): Eric Smyton (Irlanda del Norte) |

 (*)Nota: según distintas fuentes se indica también la asistencia al partido como 28,000 
| 10 de septiembre de 1975 17:30 | Polonia                                | 4–1 | Países Bajos       | Stadion Śląski, Chorzów,                                                   |                                                                            |
|                                | Lato 14' Gadocha 44' Szarmach 63', 77' |     | van de Kerkhof 80' | Asistencia: 70,409 espectadores Árbitro(s): Patrick Partridge (Inglaterra) | Asistencia: 70,409 espectadores Árbitro(s): Patrick Partridge (Inglaterra) |

| 27 de septiembre de 1975 16:30 | Italia | 0–0 | Finlandia | Stadio Olimpico, Roma,                                                 |  |
|                                |        |     |           | Asistencia: 29,203 espectadores Árbitro(s): Costas Xanthoulis (Chipre) |  |

| 15 de octubre de 1975 20:15 | Países Bajos                        | 3–0 | Polonia | Olympisch Stadion, Ámsterdam,                                        |                                                                      |
|                             | Neeskens 16' Geels 47' Thijssen 59' |     |         | Asistencia: 56,030 espectadores Árbitro(s): Károly Palotai (Hungría) | Asistencia: 56,030 espectadores Árbitro(s): Károly Palotai (Hungría) |

| 26 de octubre de 1975 14:00 | Polonia | 0–0 | Italia | Stadion Dziesięciolecia, Varsovia,                                  |  |
|                             |         |     |        | Asistencia: 59,773 espectadores Árbitro(s): Paul Schiller (Austria) |  |

| 22 de noviembre de 1975 14:30 | Italia      | 1–0 | Países Bajos | Stadio Olimpico, Roma,                                              |                                                                     |
|                               | Capello 20' |     |              | Asistencia: 33,307 espectadores Árbitro(s): Robert Schaut (Bélgica) | Asistencia: 33,307 espectadores Árbitro(s): Robert Schaut (Bélgica) |

### Grupo 6
| Pos. | Equipo          | Pts. | PJ | G | E | P | GF | GC | Dif. | Clasificación             |
| ---- | --------------- | ---- | -- | - | - | - | -- | -- | ---- | ------------------------- |
| 1    | Unión Soviética | 8    | 6  | 4 | 0 | 2 | 10 | 6  | +4   | Acceso a cuartos de final |
| 2    | Irlanda         | 7    | 6  | 3 | 1 | 2 | 11 | 5  | +6   |                           |
| 3    | Turquía         | 6    | 6  | 2 | 2 | 2 | 5  | 10 | −5   |                           |
| 4    | Suiza           | 3    | 6  | 1 | 1 | 4 | 5  | 10 | −5   |                           |

 Fuente: UEFA
Partidos:
| 30 de octubre de 1974 15:00 | Irlanda              | 3–0 | Unión Soviética | Dalymount Park, Dublín,                                           |                                                                   |
|                             | Givens 22', 30', 70' |     |                 | Asistencia: 31,758 espectadores Árbitro(s): Erik Axelryd (Suecia) | Asistencia: 31,758 espectadores Árbitro(s): Erik Axelryd (Suecia) |

| 20 de noviembre de 1974 20:00 | Turquía           | 1–1 | Irlanda    | Estadio İzmir Atatürk, Esmirna,                                       |                                                                       |
|                               | Dunne(*) 54' (og) |     | Givens 61' | Asistencia: 67,500 espectadores Árbitro(s): Marian Srodecki (Polonia) | Asistencia: 67,500 espectadores Árbitro(s): Marian Srodecki (Polonia) |

 (*)Nota: El primer gol del partido según diversas fuentes fue marcado en propia puerta por Mick Martin o Terry Conroy 
| 1 de diciembre de 1974 00:00 | Turquía                 | 2–1 | Suiza      | Estadio İzmir Atatürk, Esmirna,                                             |                                                                             |
|                              | İsmail 21' O.Mehmet 85' |     | Schild 18' | Asistencia: 51,410 espectadores Árbitro(s): Milivoje Gugulović (Yugoslavia) | Asistencia: 51,410 espectadores Árbitro(s): Milivoje Gugulović (Yugoslavia) |

| 2 de abril de 1975 19:00 | Unión Soviética                      | 3–0 | Turquía | Estadio Olímpico de Kiev, Kiev,                                              |                                                                              |
|                          | Kolotov 25' (p), 56' (p) Blokhin 75' |     |         | Asistencia: 74,223 espectadores Árbitro(s): Robert Holley Davidson (Escocia) | Asistencia: 74,223 espectadores Árbitro(s): Robert Holley Davidson (Escocia) |

| 30 de abril de 1975 20:15 | Suiza      | 1–1 | Turquía      | Hardturm Stadion(*), Zúrich(*),                                        |                                                                        |
|                           | Müller 43' |     | Alpaslan 54' | Asistencia: 21,965 espectadores Árbitro(s): Riccardo Lattanzi (Italia) | Asistencia: 21,965 espectadores Árbitro(s): Riccardo Lattanzi (Italia) |

 (*)Nota: según diversas fuentes el partido fue disputado en St. Jakob-Park, Basilea 
| 10 de mayo de 1975 15:30 | Irlanda              | 2–1 | Suiza      | Lansdowne Road, Dublín,                                             |                                                                     |
|                          | Martin 2' Treacy 28' |     | Müller 74' | Asistencia: 48,074 espectadores Árbitro(s): Paul Schiller (Austria) | Asistencia: 48,074 espectadores Árbitro(s): Paul Schiller (Austria) |

| 18 de mayo de 1975 19:30 | Unión Soviética         | 2–1 | Irlanda  | Estadio Olímpico de Kiev, Kiev,                                     |                                                                     |
|                          | Blokhin 13' Kolotov 29' |     | Hand 79' | Asistencia: 84,480 espectadores Árbitro(s): René Vigliani (Francia) | Asistencia: 84,480 espectadores Árbitro(s): René Vigliani (Francia) |

| 21 de mayo de 1975 20:00 | Suiza       | 1–0 | Irlanda | Wankdorf Stadion, Berna,                                                         |                                                                                  |
|                          | Elsener 75' |     |         | Asistencia: 12,793 espectadores Árbitro(s): César da Luz Diaz Correia (Portugal) | Asistencia: 12,793 espectadores Árbitro(s): César da Luz Diaz Correia (Portugal) |

| 12 de octubre de 1975 15:00 | Suiza | 0–1 | Unión Soviética | Hardturm Stadion, Zúrich,                                                          |                                                                                    |
|                             |       |     | Muntyan 78'     | Asistencia: 17,887 espectadores Árbitro(s): Leonardus van der Kroft (Países Bajos) | Asistencia: 17,887 espectadores Árbitro(s): Leonardus van der Kroft (Países Bajos) |

| 29 de octubre de 1975 15:00 | Irlanda                   | 4–0 | Turquía | Dalymount Park, Dublín,                                                    |                                                                            |
|                             | Givens 26', 33', 38', 89' |     |         | Asistencia: 25,000 espectadores Árbitro(s): Ángel Franco Martínez (España) | Asistencia: 25,000 espectadores Árbitro(s): Ángel Franco Martínez (España) |

| 12 de noviembre de 1975 19:00 | Unión Soviética                               | 4–1 | Suiza    | Estadio Olímpico de Kiev, Kiev,                                         |                                                                         |
|                               | Konkov 13' Onishchenko 14', 68' Veremeyev 81' |     | Risi 45' | Asistencia: 24,581 espectadores Árbitro(s): Klaus Ohmsen (West Germany) | Asistencia: 24,581 espectadores Árbitro(s): Klaus Ohmsen (West Germany) |

| 23 de noviembre de 1975 15:00 | Turquía             | 1–0 | Unión Soviética | Estadio İzmir Atatürk, Esmirna,                                        |                                                                        |
|                               | Reshko(**) 22' (ag) |     |                 | Asistencia: 21,325 * espectadores Árbitro(s): Petar Nikolov (Bulgaria) | Asistencia: 21,325 * espectadores Árbitro(s): Petar Nikolov (Bulgaria) |

 (*)Nota: según distintas fuentes se indica también la asistencia al partido como 45,000
(**)Nota: El  autogol es adjudicado a Mykhaylo Fomenko en otras fuentes

### Grupo 7
| Pos. | Equipo               | Pts. | PJ | G | E | P | GF | GC | Dif. | Clasificación             |
| ---- | -------------------- | ---- | -- | - | - | - | -- | -- | ---- | ------------------------- |
| 1    | Bélgica              | 8    | 6  | 3 | 2 | 1 | 6  | 3  | +3   | Acceso a cuartos de final |
| 2    | Alemania Democrática | 7    | 6  | 2 | 3 | 1 | 8  | 7  | +1   |                           |
| 3    | Francia              | 5    | 6  | 1 | 3 | 2 | 7  | 6  | +1   |                           |
| 4    | Islandia             | 4    | 6  | 1 | 2 | 3 | 3  | 8  | −5   |                           |

 Fuente: UEFA
Partidos:
| 8 de septiembre de 1974 14:00 | Islandia | 0–2 | Bélgica                      | Laugardalsvöllur, Reikiavik,                                                     |                                                                                  |
|                               |          |     | Van Moer 38' Teugels 87' (p) | Asistencia: 7,540 espectadores Árbitro(s): Thomas Henry Charles Reynolds (Gales) | Asistencia: 7,540 espectadores Árbitro(s): Thomas Henry Charles Reynolds (Gales) |

| 12 de octubre de 1974 17:00 | Alemania Oriental | 1–1 | Islandia         | Ernst-Grube-Stadion, Magdeburgo,                                       |                                                                        |
|                             | Hoffmann 7'       |     | Hallgrímsson 25' | Asistencia: 15,800 espectadores Árbitro(s): Svein Inge Thime (Noruega) | Asistencia: 15,800 espectadores Árbitro(s): Svein Inge Thime (Noruega) |

| 12 de octubre de 1974 20:00 | Bélgica                     | 2–1 | Francia   | Estadio Heysel, Bruselas,                                                     |                                                                               |
|                             | Martens 12' Vander Elst 75' |     | Coste 16' | Asistencia: 32,108 espectadores Árbitro(s): Kenneth Howard Burns (Inglaterra) | Asistencia: 32,108 espectadores Árbitro(s): Kenneth Howard Burns (Inglaterra) |

| 16 de noviembre de 1974 20:30 | Francia                 | 2–2 | Alemania Oriental           | Parc des Princes, París,                                                          |                                                                                   |
|                               | Guillou 79' Gallice 89' |     | Sparwasser 25' Kreische 57' | Asistencia: 45,381 espectadores Árbitro(s): Pablo Augusto Sánchez Ibáñez (España) | Asistencia: 45,381 espectadores Árbitro(s): Pablo Augusto Sánchez Ibáñez (España) |

| 7 de diciembre de 1974 17:30 | Alemania Oriental | 0–0 | Bélgica | Zentralstadion, Leipzig,                                            |  |
|                              |                   |     |         | Asistencia: 20,557 espectadores Árbitro(s): Sergio Gonella (Italia) |  |

| 25 de mayo de 1975 14:00 | Islandia | 0–0 | Francia | Laugardalsvöllur, Reikiavik,                                                  |  |
|                          |          |     |         | Asistencia: 7,613 espectadores Árbitro(s): Malcolm Wright (Irlanda del Norte) |  |

| 5 de junio de 1975 20:00 | Islandia                        | 2–1 | Alemania Oriental | Laugardalsvöllur, Reikiavik,                                    |                                                                 |
|                          | Eðvaldsson 12' Sigurvinsson 32' |     | Pommerenke 48'    | Asistencia: 10,373 espectadores Árbitro(s): Ian Foote (Escocia) | Asistencia: 10,373 espectadores Árbitro(s): Ian Foote (Escocia) |

| 3 de septiembre de 1975 20:30 | Francia                      | 3–0 | Islandia | Stade Marcel Saupin, Nantes,                                           |                                                                        |
|                               | Guillou 20', 74' Berdoll 87' |     |          | Asistencia: 25,418 espectadores Árbitro(s): Albert Victor (Luxemburgo) | Asistencia: 25,418 espectadores Árbitro(s): Albert Victor (Luxemburgo) |

| 6 de septiembre de 1975 20:00 | Bélgica     | 1–0 | Islandia | Estadio Maurice Dufrasne, Lieja,                                             |                                                                              |
|                               | Lambert 43' |     |          | Asistencia: 9,371 espectadores Árbitro(s): Henning Lund-Sørensen (Dinamarca) | Asistencia: 9,371 espectadores Árbitro(s): Henning Lund-Sørensen (Dinamarca) |

| 27 de septiembre de 1975 20:00 | Bélgica  | 1–2 | Alemania Oriental    | Estadio Emile Versé, Anderlecht,                                       |                                                                        |
|                                | Puis 60' |     | Ducke 50' Häfner 71' | Asistencia: 17,281 * espectadores Árbitro(s): Nicolae Rainea (Romania) | Asistencia: 17,281 * espectadores Árbitro(s): Nicolae Rainea (Romania) |

 (*)Nota: según distintas fuentes se indica también la asistencia al partido como 30,000 
| 12 de octubre de 1975 14:30 | Alemania Oriental         | 2–1 | Francia      | Zentralstadion, Leipzig,                                              |                                                                       |
|                             | Streich 55' Vogel 77' (p) |     | Bathenay 50' | Asistencia: 28,544 espectadores Árbitro(s): Erik Fredriksson (Suecia) | Asistencia: 28,544 espectadores Árbitro(s): Erik Fredriksson (Suecia) |

| 15 de noviembre de 1975 20:30 | Francia | 0–0 | Bélgica | Parc des Princes, París,                                                     |  |
|                               |         |     |         | Asistencia: 35,547 espectadores Árbitro(s): Robert Holley Davidson (Escocia) |  |

### Grupo 8
| Pos. | Equipo           | Pts. | PJ | G | E | P | GF | GC | Dif. | Clasificación             |
| ---- | ---------------- | ---- | -- | - | - | - | -- | -- | ---- | ------------------------- |
| 1    | Alemania Federal | 9    | 6  | 3 | 3 | 0 | 14 | 4  | +10  | Acceso a cuartos de final |
| 2    | Grecia           | 7    | 6  | 2 | 3 | 1 | 12 | 9  | +3   |                           |
| 3    | Bulgaria         | 6    | 6  | 2 | 2 | 2 | 12 | 7  | +5   |                           |
| 4    | Malta            | 2    | 6  | 1 | 0 | 5 | 2  | 20 | −18  |                           |

 Fuente: UEFA
Partidos:
| 13 de octubre de 1974 16:00 | Bulgaria                | 3–3 | Grecia                                    | Estadio Nacional Vasil Levski, Sofía,                                       |                                                                             |
|                             | Bonev 2' Denev 27', 29' |     | Antoniadis 28' Papaioannou 86' Glezos 88' | Asistencia: 14,291 * espectadores Árbitro(s): Alberto Michelotti** (Italia) | Asistencia: 14,291 * espectadores Árbitro(s): Alberto Michelotti** (Italia) |

 (*)Nota: según distintas fuentes se indica también la asistencia al partido como 30,000
(**)Nota: según diversas fuentes el árbitro del encuentro fue Alberto Lattanzi 
| 20 de noviembre de 1974 16:00 | Grecia                         | 2–2 | Alemania Federal        | Karaiskakis Stadium, El Pireo (Atenas),                                |                                                                        |
|                               | Delikaris 13' Eleftherakis 70' |     | Cullmann 51' Wimmer 83' | Asistencia: 11,425 * espectadores Árbitro(s): Nicolae Rainea (Romania) | Asistencia: 11,425 * espectadores Árbitro(s): Nicolae Rainea (Romania) |

 (*)Nota: según distintas fuentes se indica también la asistencia al partido como 22,000 
| 18 de diciembre de 1974 16:00 | Grecia                    | 2–1 | Bulgaria  | Karaiskakis Stadium, El Pireo (Atenas),                             |                                                                     |
|                               | Sarafis 4' Antoniadis 40' |     | Kolev 89' | Asistencia: 22,328 espectadores Árbitro(s): Paul Schiller (Austria) | Asistencia: 22,328 espectadores Árbitro(s): Paul Schiller (Austria) |

| 22 de diciembre de 1974 14:30 | Malta | 0–1 | Alemania Federal | Empire estadio, Gżira,                                                |                                                                       |
|                               |       |     | Cullmann 44'     | Asistencia: 12,528 espectadores Árbitro(s): Gyula Emsberger (Hungría) | Asistencia: 12,528 espectadores Árbitro(s): Gyula Emsberger (Hungría) |

| 23 de febrero de 1975 15:30 | Malta                  | 2–0 | Grecia | Empire estadio, Gżira,                                                    |                                                                           |
|                             | Aquilina 33' Magro 79' |     |        | Asistencia: 8,621 espectadores Árbitro(s): Robert Matthewson (Inglaterra) | Asistencia: 8,621 espectadores Árbitro(s): Robert Matthewson (Inglaterra) |

| 27 de abril de 1975 17:00 | Bulgaria      | 1–1 | Alemania Federal | Estadio Nacional Vasil Levski, Sofía,                                   |                                                                         |
|                           | Kolev 71' (p) |     | Ritschel 75' (p) | Asistencia: 47,200 * espectadores Árbitro(s): Jean Dubach (Switzerland) | Asistencia: 47,200 * espectadores Árbitro(s): Jean Dubach (Switzerland) |

 (*)Nota: según distintas fuentes se indica también la asistencia al partido como 60,000 
| 4 de junio de 1975 21:00 | Grecia                                                      | 4–0 | Malta | Estadio La Tumba, Salónica,                                          |                                                                      |
|                          | Mavros 32' Antoniadis 34' (p) Iosifidis 47' Papaioannou 50' |     |       | Asistencia: 16,545 espectadores Árbitro(s): Marjan Rauš (Yugoslavia) | Asistencia: 16,545 espectadores Árbitro(s): Marjan Rauš (Yugoslavia) |

| 11 de junio de 1975 00:00 | Bulgaria                                                  | 5–0 | Malta | Estadio Nacional Vasil Levski, Sofía,                                     |                                                                           |
|                           | Dimitrov 2' Denev 22' Panov 25' Bonev 68' (p) Milanov 71' |     |       | Asistencia: 27,560 espectadores Árbitro(s): Michal Jursa (Czechoslovakia) | Asistencia: 27,560 espectadores Árbitro(s): Michal Jursa (Czechoslovakia) |

| 11 de octubre de 1975 20:30 | Alemania Federal | 1–1 | Grecia        | Rheinstadion, Düsseldorf,                                        |                                                                  |
|                             | Heynckes 68'     |     | Delikaris 78' | Asistencia: 61,252 espectadores Árbitro(s): Clive Thomas (Gales) | Asistencia: 61,252 espectadores Árbitro(s): Clive Thomas (Gales) |

| 19 de noviembre de 1975 15:00 | Alemania Federal | 1–0 | Bulgaria | Neckarstadion, Stuttgart,                                               |                                                                         |
|                               | Heynckes 64'     |     |          | Asistencia: 68,819 espectadores Árbitro(s): Alistair McKenzie (Escocia) | Asistencia: 68,819 espectadores Árbitro(s): Alistair McKenzie (Escocia) |

| 21 de diciembre de 1975 14:30 | Malta | 0–2 | Bulgaria               | Empire estadio, Gżira,                                                 |                                                                        |
|                               |       |     | Panov 69' Iordanov 83' | Asistencia: 7,174 espectadores Árbitro(s): Norbert Rolles (Luxemburgo) | Asistencia: 7,174 espectadores Árbitro(s): Norbert Rolles (Luxemburgo) |

| 28 de febrero de 1976 15:30 | Alemania Federal                                                          | 8–0 | Malta | Westfalenstadion, Dortmund,                                         |                                                                     |
|                             | Worm 5', 27' Heynckes 34', 58' Beer 41' (p), 77' Vogts 82' Hölzenbein 87' |     |       | Asistencia: 52,248 espectadores Árbitro(s): Marian Kustoń (Polonia) | Asistencia: 52,248 espectadores Árbitro(s): Marian Kustoń (Polonia) |

## Cuartos de final
| Equipo 1       | Agr. | Equipo 2         | Ida | Vuelta |
| -------------- | ---- | ---------------- | --- | ------ |
| Checoslovaquia | 4–2  | Unión Soviética  | 2–0 | 2–2    |
| Yugoslavia     | 3–1  | Gales            | 2–0 | 1–1    |
| España         | 1–3  | Alemania Federal | 1–1 | 0–2    |
| Países Bajos   | 7–1  | Bélgica          | 5–0 | 2–1    |

| 24 de abril de 1976, 18:00 | Checoslovaquia        | 2:0 | Unión Soviética | Tehelne Pole, Bratislava                                       |                                                                |
|                            | Moder 35' Panenka 48' |     |                 | Asistencia: 53.000 espectadores Árbitro(s): Hilmi Ok (Turquía) | Asistencia: 53.000 espectadores Árbitro(s): Hilmi Ok (Turquía) |

| 22 de mayo de 1976, 19:00 | Unión Soviética        | 2:2 | Checoslovaquia | Estadio Olímpico de Kiev, Kiev                                            |                                                                           |
|                           | Burjak 53' Blokhin 88' |     | Moder 44' 82'  | Asistencia: 100.000 espectadores Árbitro(s): Alastair Mackenzie (Escocia) | Asistencia: 100.000 espectadores Árbitro(s): Alastair Mackenzie (Escocia) |

| 24 de abril de 1976, 17:30 | Yugoslavia              | 2:0 | Gales | Estadio Maksimir, Zagreb                                            |                                                                     |
|                            | Vukotic 1' Popivoda 56' |     |       | Asistencia: 50.000 espectadores Árbitro(s): Paul Schiller (Austria) | Asistencia: 50.000 espectadores Árbitro(s): Paul Schiller (Austria) |

| 22 de mayo de 1976, 15:00 | Gales     | 1:1 | Yugoslavia         | Ninian Park, Cardiff                                                           |                                                                                |
|                           | Évans 38' |     | Katalinski (p) 18' | Asistencia: 30.000 espectadores Árbitro(s): Rudi Glöckner (Alemania del Oeste) | Asistencia: 30.000 espectadores Árbitro(s): Rudi Glöckner (Alemania del Oeste) |

| 24 de abril de 1976, 21:00 | España         | 1:1 | Alemania Federal | Estadio Vicente Calderón, Madrid                                           |                                                                            |
|                            | Santillana 21' |     | Beer 60'         | Asistencia: 45.000 espectadores Árbitro(s): John Keith Taylor (Inglaterra) | Asistencia: 45.000 espectadores Árbitro(s): John Keith Taylor (Inglaterra) |

| 22 de mayo de 1976, 16:00 | Alemania Federal          | 2:0 | España | Olympiastadion, Múnich                                             |                                                                    |
|                           | Hoeneß 17' Toppmöller 43' |     |        | Asistencia: 75.000 espectadores Árbitro(s): Robert Wurtz (Francia) | Asistencia: 75.000 espectadores Árbitro(s): Robert Wurtz (Francia) |

| 25 de abril de 1976, 14:30 | Países Bajos                                            | 5:0 | Bélgica | De Kuip, Róterdam                                              |                                                                |
|                            | Rijsbergen 17' Rensenbrink 28' 58' 86' Neeskens (p) 80' |     |         | Asistencia: 54.000 espectadores Árbitro(s): Jan Dubach (Suiza) | Asistencia: 54.000 espectadores Árbitro(s): Jan Dubach (Suiza) |

| 22 de mayo de 1976, 20:00 | Bélgica      | 1:2 | Países Bajos       | Estadio Heysel, Bruselas                                                |                                                                         |
|                           | van Gool 28' |     | Rep 64' Cruyff 79' | Asistencia: 45.000 espectadores Árbitro(s): Alberto Michelotti (Italia) | Asistencia: 45.000 espectadores Árbitro(s): Alberto Michelotti (Italia) |